# Beatričė Juškevičiūtė
Beatričė Juškevičiūtė (* 10. Januar 2000 in Kaunas) ist eine litauische Leichtathletin, die sich auf den Siebenkampf spezialisiert hat.
Sie absolvierte das Abitur am Jonas Basanavičius–Gymnasium Kaunas. 

## Sportliche Laufbahn
Erste internationale Erfahrungen sammelte Beatričė Juškevičiūtė beim Europäischen Olympischen Jugendfestival (EYOF) 2015 in Tiflis, bei dem sie mit 12,70 s und 14,67 s jeweils in der ersten Runde im 100-Meter-Lauf sowie über 100 m Hürden ausschied. Im Jahr darauf gelangte sie bei den erstmals ausgetragenen Jugendeuropameisterschaften ebendort mit 5234 Punkten auf den 17. Platz im Siebenkampf und 2017 belegte sie bei den U18-Weltmeisterschaften in Nairobi mit 5408 Punkten den fünften Platz. Im Jahr darauf begann sie ein Studium an der Cornell University in den Vereinigten Staaten und 2019 musste sie ihren Mehrkampf bei den U20-Europameisterschaften in Borås vorzeitig beenden, ebenso bei den U23-Europameisterschaften 2021 in Tallinn. 2022 begann sie ein Studium an der Vanderbilt University und 2024 wurde sie beim Hypomeeting in Götzis mit 5212 Punkten 18. und verbesserte dort zudem den litauischen Landesrekord im 100-Meter-Hürdenlauf auf 12,76 s. Anschließend gelangte sie bei den Europameisterschaften in Rom mit 6025 Punkten auf Rang 13. Im Jahr darauf belegte sie bei den Halleneuropameisterschaften in Apeldoorn mit 4413 Punkten den achten Platz im Fünfkampf. Zudem schied sie über 60 m Hürden mit 8,14 s in der ersten Runde aus.
In den Jahren 2020, 2023 und 2024 wurde Juškevičiūtė litauische Meisterin im Siebenkampf sowie 2021 und 2024 auch über 100 m Hürden.

## Persönliche Bestleistungen
- 100 m Hürden: 12,87 s (+1,3 m/s), 18. Mai 2024 in Götzis (litauischer Rekord)
  - 60 m Hürden (Halle): 8,13 s, 6. März 2025 in Apeldoorn
- Siebenkampf: 6295 Punkte, 17. April 2025 in Walnut
  - Fünfkampf (Halle): 4413 Punkte, 9. März 2025 in Apeldoorn